# Slaget vid Hunayn

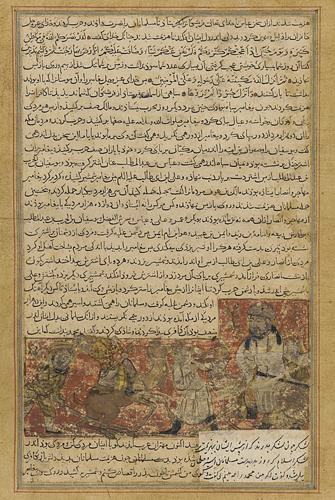
Folio från Tarikhnama av Muhammad Bal'ami med slaget vid Hunayn.

Slaget vid Hunayn (arabiska: غَزْوَة حُنَيْن, translit. Ghazwat Hunayn) ägde rum mellan den islamiske profeten Muhammeds muslimer och beduinerna från Qays, inklusive dess klaner Hawazin och Thaqif. Slaget ägde rum cirka år 630 (8 AH) vid Hunayndalen på vägen från Mecka till Taif. Striden slutade till sist i en avgörande seger för muslimerna, som tog ett enormt byte. Det nämns i Surat at-Tawbah i Koranen, och är en av de få striderna som nämns vid namn i Koranen.